# Kapaoria flava
Kapaoria flava är en insektsart som beskrevs av Willemse, C. 1936. Kapaoria flava ingår i släktet Kapaoria och familjen Pyrgomorphidae. Inga underarter finns listade i Catalogue of Life.